# Ébionisme
Les ébionites (en grec : Ἐβιωναῖοι, tr. Ebionaioi  ; dérivé de l'hébreu אביונים ebyonim : « pauvres ») formaient un groupe religieux judéo-chrétien marginal attesté, à partir de la seconde moitié du IIe siècle, par les écrits d'Irénée de Lyon et d'Hippolyte de Rome. Plusieurs hérésiologues chrétiens, dont Épiphane de Salamine, continuent à en parler jusqu'au Ve siècle, sans obligatoirement avoir eu un contact direct avec eux. 
Pour certains chercheurs, il s'agit du même groupe que les nazôréens du IVe siècle décrits par Épiphane mais ce point est contesté par des spécialistes tels que Simon Claude Mimouni. Contrairement aux nazôréens, qui croient en la divinité de Jésus de Nazareth, les ébionites embrassent une christologie de type adoptianiste : pour eux, Jésus est simplement un homme qui, en raison de son observance de la Torah, a été choisi par Dieu pour être le dernier et véritable prophète qui annonce le Royaume de Dieu. 
Les découvertes archéologiques semblent confirmer les écrits des Pères de l'Église, qui au IVe siècle situent des ébionites en plusieurs endroits de Transjordanie. Ils disparaissent de cette région au cours du Ve siècle, sans doute victimes des mesures de rétorsion que lui[pas clair] inflige le pouvoir romain.

## Étymologie
« Le mot « ébionite » vient du latin ebionaei, qui est une translittération du grec ancien ebionaoi, que l'on trouve pour la première fois dans les écrits d'Irénée de Lyon. » Il est lui-même une translittération de l'araméen 'ebyônâyê, dérivé de l'hébreu 'ebyônim (אביונים), qui signifie « les pauvres ». La possibilité que ce nom vienne d'un personnage appelé Ebion, qui aurait été leur chef, thèse qui existait encore au début du XXe siècle, n'est quasiment plus soutenue aujourd'hui. 'Ebyon veut dire « pauvre » et « n'est pas le nom du fondateur du mouvement, mais plutôt une raison sociale hérésiologique. »
Le nom d'ébionite pourrait venir du fait que les membres du mouvement pratiquaient une certaine communauté de la propriété, et que donc les membres les plus riches se rendaient volontairement pauvres. Pour Simon Claude Mimouni, ce nom « a dû indubitablement désigner les premiers chrétiens d'origine juive, qui s'appliquaient à n'avoir aucun bien et à vivre dans la pauvreté et avec détachement, suivant ainsi le conseil donné par Jésus en Matthieu 10, 9. »
Origène et Eusèbe de Césarée « tournent en dérision le nom que se donnent les ébionites ». Il est donc difficile de penser « que ce nom leur aurait été donné par leurs adversaires et n'aurait pas été utilisé par eux. »
L'hébreu ebyon et son pluriel ebyonim apparaissent fréquemment dans l'Ancien Testament, souvent associés à divers synonymes : vingt-et-une fois dans les Psaumes, par exemple en Psaume 69:34 « Car l’Éternel écoute les pauvres ». Dans le Nouveau Testament, on cite l'Épître de Jacques et l'Évangile selon Luc, qui comprend l'une des béatitudes les plus connues de Jésus : « Heureux vous qui êtes pauvres, car le royaume des cieux vous appartient ! » (Luc 6:20, voir aussi Matthieu 5:3). L'appellation « pauvre » est utilisée à plusieurs reprises dans les Manuscrits de la mer Morte, pour désigner des membres du yahad (unité, alliance), un mouvement identifié aux esséniens (peut-être trop rapidement) par plusieurs chercheurs et théologiens du XXe siècle. Pour André Paul, ces mentions des pauvres rappellent Jésus de Nazareth. 
L'appellation « pauvre » semble être aussi utilisée pour désigner Jésus dans une lettre authentique de l'apôtre Paul, datant des années 50. Paul écrit en effet que « Christ s'est fait pauvre, de riche qu'il était » (2 Co 8,9). Les pauvres sont exaltés dans l'épître de Jacques (2,5)).[réf. nécessaire]

## Ébionites et nazaréens
Certains auteurs[Qui ?] estiment que les ébionites n'étaient autres que des nazôréens et qu'ils constituaient la première communauté connue de disciples de Jésus de Nazareth, celle de Jérusalem. Celle-ci est évoquée dans les Actes des Apôtres et dans certaines lettres authentiques de l'apôtre Paul. Les nazôréens (nosrim en Hébreu) sont les représentants les plus importants de la qehila (communauté) de Jérusalem, au moins jusqu'à la destruction du Temple en 70. 
Pour Simon Claude Mimouni, les nazôréens sont considérés comme « orthodoxes » par les hérésiologues chrétiens anciens, alors que les ébionites sont considérés comme hétérodoxes, essentiellement parce qu'ils n'acceptent de reconnaître que la messianité de Jésus, refusant la divinité du Christ. « De plus, comme tous les hétérodoxes judéo-chrétiens, ils se caractérisent par un antipaulinisme affirmé et virulent. »
Toutefois, ceux qui affirment que « nazôréens » et « ébionites » sont deux appellations du même groupe, comme J.M. Magnin, font remarquer qu'Épiphane avance qu'il ne sait pas si les nazôréens pensent que Jésus est simplement un être humain ou s'« il est né de Marie par l'opération de l'Esprit-Saint ».
Pour J.M. Magnin, « les membres de la première communauté hiérosolymitaine, que leurs compatriotes juifs appelaient nazaréens, ont très bien pu se donner à eux-mêmes le nom d'ébionites » — c'est-à-dire « les pauvres ». La thèse remonte à A. Gelin, qui le premier « a proposé de voir dans « les pauvres » mentionnés dans l'Épître aux Galates de Paul de Tarse (saint-Paul) une désignation de l'Église de Jérusalem, à savoir l'« Église des pauvres »,. » La phrase de Paul de Tarse qui dit que Jésus « s'est fait pauvre, de riche qu'il était », semble indiquer que les premières communautés auraient pu pratiquer une mise en commun des biens de leurs membres, comme cela est d'ailleurs décrit au début des Actes des Apôtres. 
Si Simon Claude Mimouni tient pour fortement probable que l'appellation « ébionites/pauvres » a désigné les premiers chrétiens d'origine juive, il fait observer qu'il n'est pas du tout certain que les chrétiens de Jérusalem visés par Paul de Tarse dans l'épître aux Galates (Ga 2, 10) s'identifient avec les ébionites. Ils pourraient tout simplement être les nécessiteux de la communauté (Rm 15, 26). Il note aussi que « nulle part, toutefois, il n'est rapporté de manière claire dans les sources que les nazôréens se sont donné le nom d'ébionites. » 
À plusieurs reprises, dans les manuscrits de la mer Morte, « les membres du yahad se présentent comme les « pauvres » ». De plus, le terme de nosri (nazôréen) apparaît lui aussi plusieurs fois dans les textes du mouvement du yahad, notamment dans les Hymnes, où il symbolise la communauté de la Nouvelle Alliance. Pour André Paul, le sens du mot était « gardien », et associé à yahad (unité, alliance) il pouvait se traduire par « gardien de [la nouvelle] Alliance ». C'est la formulation qu'utilise le christianisme qui énonce qu'avec la venue de Jésus, une « Nouvelle Alliance » a été formée avec Dieu.
Simon Claude Mimouni, qui estime que les nazôréens et les ébionites appartenaient à deux groupes différents, ne comprend pas comment toute la communauté de Jérusalem aurait pu « adopter les positions doctrinales attribuées aux ébionites », « d'autant que ces positions semblent antérieures à celles considérant le Messie comme un être à la fois humain et divin ».

## Hémérobaptistes chez les hérésiologues
Selon Simon Claude Mimouni, « il est envisageable de considérer que le terme grec « hémérobaptiste » et le terme araméen « masbothéen », dont il est question dans certaines listes hérésiogiques chrétiennes (Hégésippe, Éphrem, Épiphane et dans la Constitution apostolique), l'un étant la traduction de l'autre, aient été utilisés pour désigner les ébionites qui ont pour coutume de pratiquer des immersions quotidiennes. »
« Cependant un problème se pose : les  ébionites ne sont pas les seuls à avoir procédé à ce rite; on peut citer à titre d'exemple, les Elkasaïtes » et les disciples de Jean le Baptiste, « d'autant que dans un passage de la littérature pseudo-clémentine, c'est Jean le Baptiste qui est qualifié d'« hémérobaptiste » (Homélie 2, 23). »

## Origine du mouvement
« Les chercheurs sont extrêmement divisés sur l'origine du mouvement ébionite. Celui-ci ne présentant aucune uniformité, certains critiques ont proposé d'établir une distinction entre « ébionites pharisiens » et « ébionites esséniens », ou entre « ébionites hérétiques » et « ébionites gnostiques », sans compter que parfois les « ébionites esséniens » sont considérés comme des « ébionites baptistes ». » Pour Simon Claude Mimouni, « de telles distinctions ne sont pas dépourvues de sens, mais il vaudrait mieux parler d'un mouvement ébionite pluriel dont certaines de ses composantes, toutes considérées comme hérétiques par leurs opposants, ont dû être proches du groupe pharisien et d'autres du groupe essénien — les unes et les autres ayant pu avoir des tendances gnostiques ou baptistes — ».
Au XVIIIe siècle, les ébionites sont considérés comme des hérétiques juifs du premier siècle, tenant aux obéissances de cette religion tout en se disant disciples de Saint Pierre. Il rejetaient et calomniaient Saint Paul. Ils donnaient le baptême, consacraient l'eucharistie avec seulement de l'eau dans le calice et pensaient que le diable avait tout pouvoir sur le monde présent et le Christ pour les siècles futurs.
Selon Simon Claude Mimouni « le terme de « Nazoréen » convient pour la première communauté de Jérusalem, dirigée par Jacques le Juste. » Dans une période qu'il situe entre 66-68 et 135-150, les Ébionites se seraient séparés des Nazôréens à cause de divergences doctrinales, lorsque les Nazôréens « ont accepté à leur tour, de considérer Jésus comme un être à la fois humain et divin ».
Pour François Blanchetière, au IIe – IIIe siècle le nazaréisme a éclaté en une multitude de courants que les hérésiologues du IVe siècle, Épiphane en particulier, ont englobé sous la désignation générique d'ébionisme.

Certains chercheurs modernes (notamment J. Tabor, R. Eisenman et J.M. Magnin) suivent la théorie de Ferdinand Christian Baur, selon laquelle les ébionites seraient des disciples de la première heure de l'Église de Jérusalem et qui furent graduellement marginalisés par les disciples de Paul de Tarse, en dépit du fait qu'ils pourraient avoir été fidèles aux authentiques enseignements du Jésus historique,,,. Les ébionites auraient donc été des Juifs disciples de Jésus qui s'étaient dépossédés de tout ou partie de leurs biens matériels et vivaient en communautés religieuses.
Ces opinions sont rejetées par quelques chercheurs comme J. Munck, et R.A. Pritz, qui, à la suite des autorités ecclésiastiques, ne voient pas de lien direct entre l'église de Jérusalem et les « sectes ébionites » mentionnées par les hérésiologues chrétiens aux IIe et IIIe siècles.
Selon Simon Claude Mimouni, « il n'y aurait pas lieu de retenir comme vraisemblable l'indication d'Épiphane rapportant qu'Elkaï — le frère d'Elkasaï ou Elkasaï lui-même — ait joué un certain rôle dans les débuts du mouvement ébionite, en influant notamment sur la représentation de Jésus comme Messie (Panarion, 19, 5, 5 et 53, 1, 3). » Pour lui, à l'évidence ces passages « relève[nt] du procédé hérésiologique consistant à établir des relations entre divers groupes afin de les confondre et de les renvoyer tous dans l'hétérodoxie. »

## Rapports entre ébionisme, essénisme et islam
En se référant aux manuscrits de la mer Morte, certains critiques ont souligné que les Esséniens se sont donné le nom d'ebionim (ou « pauvres »), de même que certains judéo-chrétiens sont désignés sous l'étiquette « ébionites » par les hérésiologues chrétiens. Même s'il est excessif de conclure que les « pauvres » esséniens et les « pauvres » chrétiens sont totalement identiques, Simon Claude Mimouni estime que « si l'on veut atteindre sous leur forme la plus primitive les traits communs à l'essénisme et au christianisme, c'est chez les Ébionites qu'on doit de préférence les rechercher du côté chrétien ». Pour lui, « si des chrétiens d'origine juive avaient choisi de se désigner par le nom « pauvres », c'est qu'ils se considéraient comme les héritiers, à l'égal d'ailleurs des esséniens, d'une spiritualité qui proclame l'éminente dignité des pauvres et la vertu de la pauvreté ». Pour Christian Grappe, le nom de « pauvre » est « un titre honorifique exprimant la conviction, pour le groupe qui l'adopte, d'être le « véritable Israël », comme cela a été le cas pour les esséniens », et bien après « pour les chrétiens parmi lesquels la pauvreté a toujours été mise en avant ».
Édouard-Marie Gallez analyse les manuscrits de la mer Morte et estime qu'ils reflètent une parenté avec les idées développées dans le Coran. Pour lui, cette famille de pensée « messianiste » et « eschatologico-guerrière » a continué d'exister après la grande révolte juive (66-74). On la retrouve à la naissance de l'islam sous l'appellation « naçârâ » du texte coranique. Pour Simon Claude Mimouni, le groupe ébionite est sans doute à l'origine du mahométisme.

## Caractéristiques principales
« Les ébionites, bien attestés au IIe siècle, refusent la divinité du Christ et présentent le baptême de Jésus comme le moment de son adoption divine. » Irénée de Lyon est le premier à mentionner ce nom (fin du IIe siècle). Ils reconnaissent le vrai Dieu comme créateur universel, mais n'utilisent que l'évangile de Matthieu, et récusent Paul parce qu'il a rejeté la loi (Torah). Ils « commentent les prophéties avec une minutie excessive » et « persévèrent dans les pratiques et coutumes juives », au point de prier en direction de Jérusalem, ce qui provoque une réflexion polémique d'Irénée.
« Même s'il n'est pas possible de transporter aux IIe – IIIe siècles les données fournies par Origène, Jérôme ou Épiphane, l'ébionisme semble cependant caractérisé par une fidélité à la Torah et aux mizvot, par la primauté donnée à Jacques, frère du Seigneur, par l'affirmation que Jésus est le fils de Joseph et Marie, par une hostilité farouche à Paul et par le recours à l'hébreu dans la liturgie ». Leur pratique répétée des bains les apparente aux courants baptistes.

### Les pratiques
Épiphane de Salamine nous apprend que les ébionites sont restés fidèles « aux prescriptions de la Loi juive, tant pour le sabbat que pour la circoncision et les autres observances (Panarion 30, 2, 2). » Il signale aussi que les ébionites pratiquent de nombreuses ablutions. En plus du baptême d'initiation, ils procèdent à de quotidiennes immersions, « en vue de recouvrer la pureté intérieure et obtenir le pardon des fautes (Panarion 30, 21, 1-2) ». Ils justifient cette pratique en disant qu'ils imitent l'apôtre Pierre (Panarion 30, 15, 1). On retrouve cette insistance « dans les parties ébionites de la littérature pseudo-clémentine dans laquelle Pierre est montré comme prenant un bain quotidien où qu'il se trouve, le matin dès le lever et le soir avant le repas (Homélies VII, 2 ; IX, 23 ; X, 1, 26 ; XI, 1). » Ils s'abstiennent de manger non seulement les viandes déclarées impures par la Torah mais toute nourriture carnée (Panarion 30, 15, 3) : ils sont donc végétariens. Ils justifient là encore cette pratique par l'imitation de l'apôtre Pierre. Ils déclarent aussi que les sacrifices sont abolis. Ils sont remplacés par de nombreux rites d'eau essentiels pour la rémission des péchés (Panarion 30, 15, 3). La suppression des sacrifices a été « la mission propre de Jésus par laquelle il s'est manifesté comme le « Prophète véritable » : en conséquence malgré sa fidélité et son observance de la Torah sur tous les autres points, c'est lui qui a conduit à l'abolition de la Torah sacrificielle. » Les ébionites ne célèbrent l'eucharistie qu'une fois par an avec du pain non levé et de l'eau, à l'exclusion de tout vin (Panarion 30, 16, 1). Ils rejettent fortement toute démarche de continence sexuelle ou de virginité. Ils prohibent le célibat et proclament la nécessité du mariage (Panarion 30, 2, 6 ; 15, 2).

### Christologie
Pour les Ébionites, Jésus est consacré comme Messie de Dieu et revêtu de la force divine par l'adoption de l'Esprit saint présent dans l'eau de son baptême par Jean le Baptiste. Il est une « réincarnation d'Adam, venu pour mettre un terme aux sacrifices (Épiphane de Salamine, Panarion, 30, 3, 4-6). » Pour eux, Jésus est un « Juste », « le seul homme ayant accompli parfaitement la Loi. » Il est aussi le « Prophète de Vérité » semblable à Moïse annoncé dans le Deutéronome 18, 15, « ce qui permet d'établir un parallèle complet entre les deux personnages. » Ils en attendent l'ultime manifestation sur la terre. Cette thématique du Vrai prophète (Verus Propheta) est abordée de multiples fois dans la littérature pseudo-clémentine, notamment les Homélies et les Reconnaissances.

## Les deux sortes d'ébionites
Origène (ainsi qu'Eusèbe de Césarée (HE III, 27, 3) mentionne l'existence de deux sortes d'Ébionites. Dans toute son œuvre, Origène ne mentionne explicitement les Elkasaïtes qu'une seule fois. Gilles Dorival estime toutefois qu'on peut s'interroger : « les Elkasaïtes ne sont-ils pas une des deux formes des Ébionites, dont il est question dans le Contre Celse ? » D'après Origène, ces deux groupes divergeaient « sur la question de la naissance virginale de Jésus : or si l'on suit l'Elenchos, il semble bien qu'Alcibiade ou les disciples d'Elkasaï affirmaient que Jésus était né d'une vierge. » Selon l'Elenchos, « Alcibiade dit que le Christ a été un homme comme les autres, mais que ce n'est pas aujourd'hui pour la première fois qu'il est né d'une vierge, mais auparavant. » ; ou encore « [les Elkasaïtes] reconnaissent comme nous que les principes de l'univers ont été faits par Dieu, mais ne reconnaissent pas que le Christ est un, mais que si le Christ en haut est un, il a été transvasé dans des corps multiples souvent et aujourd'hui même en Jésus, que tantôt il est né de Dieu comme nous le disons, tantôt il a été esprit, tantôt il est né d'une vierge, tantôt non. » Gilles Dorival y voit « un argument fort pour identifier [les Elkasaïtes] à ceux des Ébionites qui admettent la naissance virginale de Jésus. » Il précise toutefois qu'il « faut se garder de conclure trop nettement » car « pour confirmer cette identification, il faudrait que les Elkasaïtes aient partagé la même christologie que les Ébionites partisans de la naissance virginale. » Or, les « sources ne disent rien de tel. »
Pour Simon Claude Mimouni, « il y a lieu de distinguer entre l'ébionisme et l'elkasaïsme, même si ces deux mouvements entretiennent des relations tant sur le plan de leurs pratiques que sur celui de leurs croyances. L'un et l'autre remontent assurément au groupe nazôréen et à la communauté chrétienne de Jérusalem. »

## État des sources

### Les attestations des «Pères de l'Église»
Les éléments archéologiques trouvés, peu nombreux, sont de nature judéo-chrétienne, sans qu'on puisse les attribuer spécifiquement aux Ébionites ou aux Nazôréens, pour autant que cette distinction ait un sens. L'essentiel de ce que nous connaissons à leur sujet provient de références critiques rédigées par les Pères de l'Église, qui les considéraient comme des « judaïsants » et des « hérétiques ». 

#### Irénée de Lyon
Concernant la notice d'Irénée de Lyon sur les ébionites, François Blanchetière rappelle que c'est la première mention de ce nom (fin du IIe siècle) et « retient que selon Irénée ils :
- reconnaissent le vrai Dieu comme créateur universel ;
- n'utilisent que l'évangile de Matthieu ;
- récusent Paul, parce qu'il a rejeté la loi (Torah) ;
- « commentent les prophéties avec une minutie excessive » ;
- « persévèrent dans les pratiques et coutumes juives au point d'aller jusqu'à adorer Jérusalem comme étant la maison de Dieu »[60]. »

Cette dernière indication fait écrire à François Blanchetière qu'Irénée semble « mal renseigné » et qu'il « commet une sérieuse bévue. Une autre traduction possible serait : « ils prient aussi tournés vers Jérusalem, comme si c'était la maison de Dieu », pratique dont témoigne déjà le livre de Daniel, » pour le judaïsme en général.

#### Origène
Origène mentionne les ébionites quatorze fois, dans des passages appartenant à dix œuvres différentes. Il « les appelle les Ebioniens (Ἐβιωναῖοι) » et connaît l'étymologie du mot (pauvre en Hébreu). Mais « fidèle à lui-même, il donne à ce mot un sens spirituel : les ébionites ne sont pas des pauvres au sens matériel du terme, mais au sens intellectuel », des « pauvres en intelligence ». Il est difficile de ne pas entrevoir un sens péjoratif dans cette réflexion d'Origène, même si c'est aussi une référence à l'évangile selon Matthieu, qui parle de « pauvres en esprit ». Origène nous fait connaître l'exégèse que les ébionites donnaient de la phrase de Jésus : « Je n'ai été donné qu'aux brebis perdues de la maison d'Israël ». Pour eux, ces « brebis perdues » étaient « à titre principal les juifs; nous pouvons en conclure que pour eux, le Christ était venu sauver à titre secondaire les païens ». « Origène ne reprend pas la citation stéréotypée des ébionites avec Cérinthe et Carpocrate. » Il note que « maintenant encore », les ébionites rejettent l'apôtre Paul. Il est le premier à nous faire connaître ce que les ébionites racontaient sur la vie de Paul. À la suite d'autres, il dit que les ébionites observent la Loi juive, la circoncision, les interdits alimentaires et la Pâque. Il précise leur argument pour procéder ainsi : imiter le comportement de Jésus lui-même. L'étude des passages où Origène fait référence à l'évangile de Matthieu « montre que leur Évangile n'était pas identique au Matthieu actuel », notamment il ne comportait pas « le récit de la naissance virginale. » Il mentionne deux sortes d'ébionites [Lesquels ?].

#### Hippolyte et Épiphane
Le Panarion d'Épiphane de Salamine suit le Syntagma d'Hippolyte de Rome (début du IIIe siècle) et le Contre les hérésies (Adversus haereses) d'Irénée (fin du IIe siècle). 
Les connaissances des uns ne sont pas obligatoirement indépendantes des écrits des autres : ainsi, pour les cinq premières notices sur les 80 hérésies qu'il recense, Épiphane reproduit exactement la liste d'Hippolyte. Bien qu'il ait fait un voyage à Jérusalem, il est tout à fait possible qu'Épiphane n'ait jamais rencontré un ébionite ou un nazoréen.

### Les témoignages rabbiniques
La littérature rabbinique ne fait pas de distinction entre les groupes judéo-chrétiens, qu'ils soient nazôréens, ébionites, elkasaïtes ou autres,. Les ébionites sont probablement visés avec les autres minim (hérétiques) dans la Birkat haMinim. Marcel Simon estime toutefois que « la qualification de Porse Israel (dissidents) pourrait renvoyer aux Ébionites. » Les judéo-chrétiens sont en général désignés par les termes min, notsrim ou adeptes de Jésus ben Pandera. Il existe peut-être une exception dans un des manuscrits du Talmud de Babylone (Shabbat 115b-116a). Dans ce passage, Rabbi Tarfon (fin du Ier début du IIe siècle) dit que « si un homme est poursuivi par un criminel qui veut le tuer ou par un serpent qui veut le mordre », il lui est recommandé « de se réfugier dans une maison des idolâtres ou des Ébionites plutôt que dans leur maison [la maison des hérétiques] ». Dans les autres manuscrits connus, seule l'expression « maison des idolâtres » figure et non pas « maison des ébionites ». C'est aussi cette expression que l'on trouve dans l'édition imprimée communément reçue. Toutefois, selon Simon Claude Mimouni, « la lecture « maison des Ébionites » n'est pas sans problème. »
Le Talmud parle à plusieurs reprises de judéo-chrétiens qualifiés de minim (hérétiques), dont plusieurs s’appellent Jacob. Le premier d'entre eux aurait vécu au Ier ou début du IIe siècle et serait de la ville de Kefar Sikhnaya. Il n'est en général pas possible à partir de ces passages de distinguer à quel groupe judéo-chrétien ces personnages se rattachent. Toutefois, Simon Claude Mimouni estime que le Qohelet Rabba (7, 26) parle d'un autre Jacob, celui-là de Kefar Nabouriya en Galilée qui lui est assez clairement identifiable à un Ébionite. « Il est vrai qu'il a vécu au IVe siècle, époque où les clivages doctrinaux jouent un rôle déterminant. »

### Les témoignages islamiques
« Dans un texte arabe du Xe siècle, le Tathbit Dala' il Nubunwat Sayyidina Muhammad de l'écrivain musulman 'Abd al-Jabbar al-Hamadani (ca. 935-1025), Shlomo Pinès, constatant que de nombreux éléments qui s'y trouvent incorporés ne peuvent en aucun cas être d'origine islamique, a pensé pouvoir y retrouver les traces d'un traité de polémique antichrétienne. »

Pour Shlomo Pinès, « ce traité polémique vient certainement d'un milieu judéo-chrétien exprimant une hostilité à la « grande Église ». »  Il considère que l'ouvrage — postérieur au IVe siècle — conserve la trace de traditions judéo-chrétiennes pouvant remonter aux Ier  et  IIe siècles. Le document incorporé dans le texte arabe contient des attaques polémiques « contre des chrétiens qui ont abandonné les usages des juifs et adopté les usages des païens. » Les principales caractéristiques de cette communauté judéo-chrétienne sont les suivantes : « ses membres prient vers Jérusalem, gardent la circoncision, observent le shabbat ainsi que la fête (Yom Kippour) et tiennent compte des interdits alimentaires. De plus, cette communauté, qui est attachée à l'hébreu dans la liturgie et est hostile à Paul de Tarse, considère Jésus comme un prophète et non pas comme le Fils de Dieu. » Tels sont les éléments qui ont poussé Shlomo Pinès à rattacher cette communauté judéo-chrétienne au mouvement ébionite.

Le document judéo-chrétien dont il est question dans le texte arabe pourrait être originaire de la région de Harran en Turquie (ancienne Carrhes de la région de Syrie). Il semble faire référence à un évangile rédigé originellement en hébreu, qui aurait contenu seulement les « Paroles de Jésus ». Cette communauté ébionite semble extrêmement critique à l'égard des quatre évangiles canoniques qu'elle semble posséder dans une version traduite en hébreu. « Pour elle, les rédacteurs évangéliques ont transformé le recueil originel des Paroles de Jésus s'inspirant ainsi de la Vie des prophètes. »
Pour Simon Claude Mimouni, « l'intérêt du document transmis par 'Abd al-Jabbar est de faire connaître l'existence de communautés judéo-chrétiennes, vraisemblablement de type ébionite, jusqu'au VIe siècle en Syrie. Ce document permet d'établir par ailleurs que l'islam des origines a eu des contacts avec des communautés judéo-chrétiennes ébionites. » Il lui parait toutefois difficile de remonter à partir de ce document aux communautés judéo-chrétiennes d'origine juives des Ier – IIe siècles, bien que selon lui « la description des réactions à l'égard de Paul de Tarse qui y est donnée soit remarquable et suppose une véritable continuité entre elles et celles des Ve – VIe siècles. »

## Les langues et cultures du mouvement
En se fondant sur les témoignages des Pères de l'Église et notamment celui d'Épiphane de Salamine, les critiques considèrent en général que les Ébionites sont de langue et de culture araméenne, « or les textes nous sont parvenus en grec. »
Pour Simon Claude Mimouni, « on pourrait résoudre la difficulté en considérant que, si les Ébionites du IVe siècle étaient de langue et de culture araméennes, ceux du IIe siècle auraient très bien pu être de langue et culture grecques », ou pour le moins certains d'entre eux. Toutefois, pour S. C. Mimouni, il s'agit là uniquement des conjectures fondées sur le raisonnement.

## Histoire du mouvement ébionite
L'histoire du mouvement ébionite est très difficile à retracer car on ne les connaît sous cette dénomination qu'à travers les écrits des hérésiologues chrétiens de la fin du IIe au IVe siècle. Les Ébionites n'ont apparemment jamais constitué une « église » centralisée et hiérarchisée, mais plutôt des communautés dispersées et autonomes qui semblent avoir été attachées à des rituels plutôt qu'à des dogmes — d'où certaines difficultés éprouvées par la recherche moderne pour les approcher et les identifier —

### Attitude vis-à-vis de Paul de Tarse
À la fin du IIe siècle, Irénée de Lyon est le premier à utiliser la dénomination ébionite. Il est aussi le premier à parler de chrétiens d'origine juive qui « rejettent les écrits de l'apôtre Paul parce que, à leurs yeux, c'est un apostat de la Loi (Torah) (Contre les hérésies I, 26, 2). » Origène mentionne aussi cette hostilité à l'égard de Paul, sans distinguer sur cette question, la position des deux sortes d'Ébionites (Contre Celse V, 65). D'après Épiphane de Salamine, pour les Ébionites Paul n'était qu'un païen converti au judaïsme dans l'espoir d'épouser la fille du grand-prêtre (Joseph Caïphe). Selon cette tradition, éconduit par le grand-prêtre il se serait mis à diffamer la Loi et la circoncision (Panarion 30, 16, 8-9). Dans les écrits pseudo-clémentins, plusieurs passages antipauliniens seraient, selon certains critiques, « en continuité avec la communauté de Jérusalem et les opposants du temps de Paul. »

### Un mouvement ésotérique
Il ressort de la Lettre de Pierre à Jacques qui sert d'introduction aux écrits pseudo-clémentins, que le mouvement ébionite était un groupe religieux ésotérique. Dans celle-ci, il est recommandé de ne transmettre les Prédications de Pierre — un écrit ébionite — qu'aux fidèles qui ont subi une épreuve. Celle-ci est un serment pour initiés figurant en annexe à la Lettre de Pierre à Jacques et décrite dans la Diamarturia ou Contestatio.

## La littérature du mouvement
Il y a très peu d'écrits — parmi ceux qui subsistent — que l'on puisse attribuer de façon certaine à la littérature ébionite.
Sept courts extraits de l'Évangile des Ébionites sont connus à travers les citations qu'en fait Épiphane de Salamine. S'il faut en croire ce dernier, une ou des œuvres de la littérature clémentine sont de provenance ébionite. Toujours selon lui, ils utilisent les Itinéraires de Pierre et les Ascensions de Jacques qu'ils attribuent à Clément de Rome. Ces écrits semblent avoir été intégrés, du moins pour le second, « de manière assez fragmentaire à la littérature  pseudo-clémentine, notamment les Homélies (en grec) et les Reconnaissances (en latin et syriaque). » Ils utilisent la traduction grecque de l'Ancien Testament effectuée par Symmaque l'Ébionite et dont on connaît des passages grâce à l'Hexaples d'Origène.
Les Ébionites utilisent une autre version de la Bible que celle que nous connaissons. Les hérésiologues chrétiens suggèrent qu'ils ont supprimé toutes les péricopes jugées immorales par eux, notamment celles qui ont trait aux sacrifices se déroulant dans le Temple de Jérusalem. Ils qualifient alors ces passages de la Torah de « fausses prophéties ». De plus, pour eux, ce que l'on appelle les livres prophétiques de la Bible ne méritent aucune considération. Ils répartissent les Prophètes en deux catégories. Abraham, Isaac, Jacob, Aaron, Moïse et Josué sont reçus par eux et qualifiés de « prophètes de vérité ». David, Salomon, Isaïe, Jérémie, Daniel, Ézéchiel, Élie, Élisée ne sont pas reçus, et sont appelés « prophètes de l'intelligence » (Panarion, 30, 18, 4-5).

## Localisation géographique du mouvement
Le foyer des Ébionites semble avoir été initialement Jérusalem. Selon les écrivains chrétiens des premiers siècles, vers 68, en pleine révolte juive, la totalité ou seulement une partie de la qehila de Jérusalem se serait réfugiée à Pella en Décapole. Selon Simon Claude Mimouni, il semble possible de retrouver la trace de cette migration dans les Ascensions de Jacques (Reconnaissances I, 37 syriaque ; I, 39, latin) où il est mentionné que, pour leur salut, la Sagesse de Dieu les a conduits en lieu sûr avant la ruine des juifs incroyants. Il est probable qu'après la défaite et la destruction du Temple de Jérusalem (70), une bonne partie de ceux qui avaient migré soient revenus dans la ville. Cela semble être le cas pour deux dirigeants du mouvement : Siméon de Clopas, un parent de Jésus qui aurait été nommé peu après 70, « évêque » de Jérusalem; et Théboutis, un autre dirigeant du mouvement nazaréen qui aurait développé des conceptions différentes du premier.

### Selon Épiphane de Salamine
Au IVe siècle, des lieux où se trouvent des Ébionites sont rapportés par Épiphane de Salamine. À l'exception de Bérée en Syrie (Alep), ces lieux sont les mêmes que ceux où sont mentionnés l'existence de groupes nazôréens. Il s'agit de : la Décapole autour de la ville de Pella, la Basanitide autour du village de Khochab (18 km au sud-ouest de Damas), la Panéade autour de la ville de Baniyas, dans le Golan (appelée aussi Césarée de Philippe), la Moabitide et la Nabatée. Toujours selon Épiphane, les Ébionites auraient essaimé dans la province romaine d'Asie, à Chypre et à Rome,. Pour l'Asie, il est possible que l'hérésiologue confonde les Ébionites et les Cérinthiens, deux groupes qui semblent différents, même si le Pseudo-Tertullien prétend le contraire,.
On ne dispose pas d'autre témoignage que celui d'Épiphane; toutefois, deux autres documents permettent de localiser des synagogues judéo-chrétiennes à Nazareth ainsi que sur le mont Sion à Jérusalem (IVe siècle).
- Au IVe siècle, les Nazôréens ou les Ébionites semblent mentionnés dans les Catéchèses de Cyrille de Jérusalem comme disposant d'une synagogue sur le mont Sion. Il est assez probable que certains d'entre eux soient revenus à Jérusalem après la suspension de l'Édit d'Hadrien (135) par Antonin le Pieux, qui interdisait à tout juif de pénétrer à Jérusalem[89],[90].

- Au VIe siècle, un pèlerin anonyme de la ville de Plaisance décrit sa visite à la synagogue de Nazareth[91]. Des détails de son récit permettent d'identifier clairement cette synagogue comme judéo-chrétienne voire comme nazaréenne[92].

### Le Golan

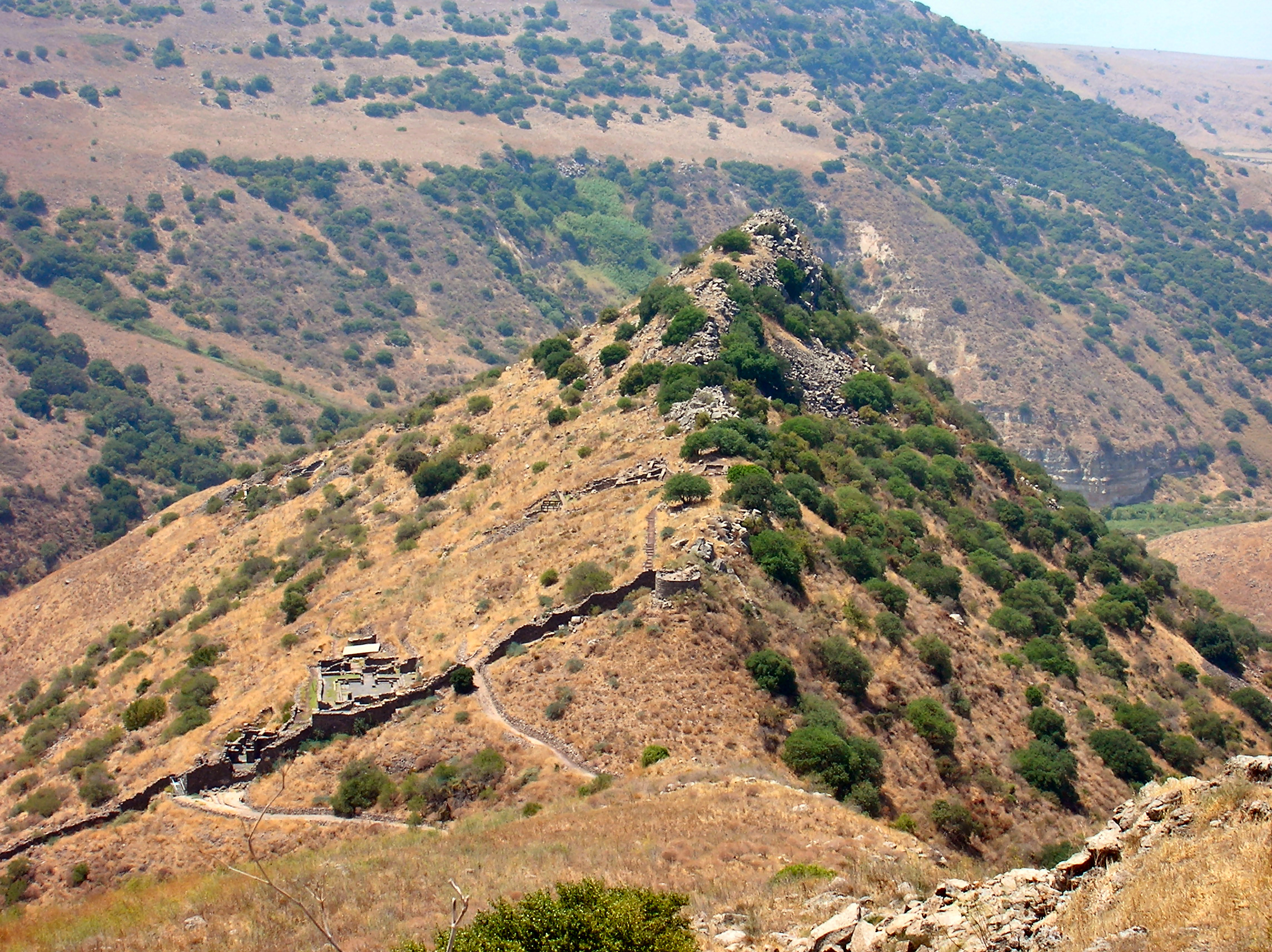
Ruines de la cité fortifiée de Gamala, siège du mouvement Zélote où les familles de « babyloniens » de Bathanée se réfugieront pendant la Grande révolte jusqu'à sa prise et destruction en automne 67. (On entrevoit au fond, le lac de Tibériade.)

Outre la synagogue du mont Sion, des recherches archéologiques ont permis d'identifier une autre synagogue judéo-chrétienne à Farj dans le Golan. Dans ce massif, indépendamment du site prestigieux de Gamala, les ruines de nombreuses implantations juives présentes au Ier siècle ont été identifiées, ainsi que dix-sept synagogues,. De cet ensemble se dégagent les deux sites de Farj et Er-Rahmaniyye, habités semble-t-il par des Nazôréens. Selon toute vraisemblance, alors que données archéologiques et textes littéraires tendent à prouver une désolation de la région par les forces romaines après la chute de Gamala à l'automne 67, une nouvelle implantation de population s'est produite après 135. Il est probable qu'à la suite de la destruction de Jérusalem et l'interdiction à tout juif d'y pénétrer (135), les habitants de Juda se replièrent vers le nord et s'implantèrent en Galilée et sur le Golan. Ils disparaissent probablement au cours du Ve siècle, victimes sans doute des mesures de rétorsion du courant catholique, fort de l'appui du pouvoir impérial. Une partie d'entre eux s'est probablement réfugiée en Perse sassanide, où pourtant les Nazôréens et les Elkasaïtes étaient aussi soumis à de fortes pressions pour se convertir au zoroastrisme.

### Kaukab «au pays de Damas»
Il a été avancé l'idée que la communauté qui a rédigé le fameux Document de Damas - n'a pas résidé à Damas mais « au pays de Damas » - aurait précisément vécu à Kokaba/Kaukab près de Damas, du fait de la réminiscence messianique du toponyme en rapport avec le prophétie de Balaam utilisée à plusieurs reprises dans les écrits de la secte du Yahad, dont une cinquantaine d'écrits ont été retrouvés dans des grottes près de Qumrân. Ce serait selon cette hypothèse, parmi ces Sadocites que se serait constituée une qehila (communauté) nazôréenne dans les premières années qui suivirent la disparition du Rabbi Jésus. Dans la même ligne, certains y ont localisé la « conversion » de Paul. Les sources littéraires chrétiennes, en l'occurrence Jules l'Africain et Épiphane, évoquent le site de Kokaba comme lieu d'habitation des parents de Jésus.
Ce Kokaba qu'Épiphane localise auprès de Karnaïm et d'Asteroth au pays de Bachân sur le plateau du Golan est probablement le lieu appelé aujourd'hui Kaukab, à 18 km au sud-ouest de Damas. En effet, dans son Onomasticon, Eusèbe cite le village de Kauba près de Damas « où il y a des juifs appelés ébionites qui croient en Jésus-Christ ». 
Bagatti relève aussi dans la région de Damas, un certain nombre de villages dénommés Menim, toponyme qui pourrait renvoyer à des communautés de minim. Kaukab aurait constitué aux Ier et IIe siècles une place forte des disciples de Dosithée et de Simon le Mage.
Richard Bauckham fait remarquer que les Nazôréens se sont établis dans des lieux dont les noms possèdent des résonances messianiques : Nazareth en référence à netzer et Kokhav qui veut dire étoile, évoque celle de la prophétie de Balaam et doit être rapproché du leader de la seconde révolte, Shimeon bar Kokhba. Il rejoint ainsi ce qu'avait noté Jean Daniélou pour plusieurs sites s'appelant Kokhav et où les écrivains chrétiens semblent situer la présence de Nazôréens ou d'Ébionites,.
François Blanchetière conclut en rappelant « dans ce contexte ce verset de l'Apocalypse de Jean à forte coloration messianique : « Je suis le rejeton-(nètzer) de la race de David, l'étoile-(kokhav) radieuse du matin ». »

### Dans l'espace perse
Lors de l'invasion de l'Empire parthe par Trajan (114-116), un homme appelé Elkasaï faisant état d'une révélation, fonde un nouveau mouvement qui joint la communauté auquel il appartenait (probablement des Nazôréens ou des Ébionites) à une communauté d'« Osséens » pour fonder un mouvement que les hérésiologues chrétiens appellent elkasaïte. Ce mouvement, qui naît dans le nord de la Mésopotamie et couvre une aire géographique importante, indique que des communautés nazaréennes existaient dans l'espace perse.
Plusieurs traditions rapportent que les apôtres Thaddée d'Édesse, Thomas, ou encore Barthélemy, voire Jésus lui-même après sa crucifixion, ont évangélisé ces régions, et en particulier le sud de l'Arménie, l'Adiabène (Edesse, Nisibe) et le nord de l'Empire parthe jusqu'à Ctésiphon, dès les années 30-40.

### Dans la péninsule arabe

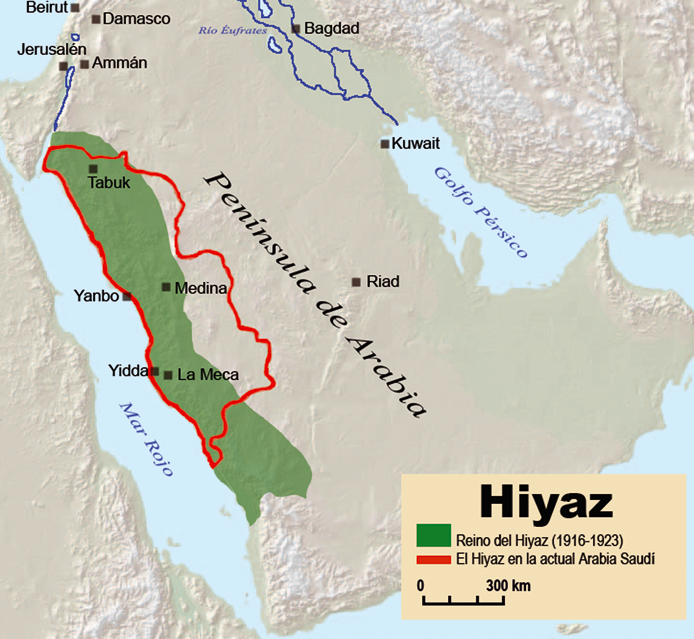
Carte montrant la région du Hedjaz (contours en rouge).

Shlomo Pines ainsi que d'autres chercheurs, soutiennent que les judéo-chrétiens (nazôréens ou ébionites) ont survécu dans la péninsule arabique au-delà du XIe siècle. Ils s'appuient sur les textes de l'historien Abd al-Jabbar ibn Ahmad et les identifient à la secte que celui-ci y a rencontrée aux alentours de l'an 1000.
C'est ce que semble confirmer au siècle suivant, le Sefer Ha'masaot, un livre de voyages écrit par Benjamin de Tudèle (mort en 1173), un rabbin d'Espagne qui rencontre encore ces communautés, notamment dans les villes de Tayma et Tilmas.
L'historien musulman du XIIe siècle, Muhammad al-Shahrastani mentionne des juifs vivant à proximité de Médine et Hedjaz, qui acceptent Jésus comme prophète et suivent les traditions du judaïsme, rejetant les vues chrétiennes orthodoxes.
Certains savants soutiennent qu'ils ont contribué à l'élaboration de la vision islamique de Jésus/Îsâ grâce aux échanges avec les premiers musulmans,. Pour Simon Claude Mimouni, il est possible que les chrétiens avec lesquels Mahomet et ses disciples ont été en contact au VIIe siècle dans le nord de l'Arabie aient appartenu au mouvement judéo-chrétien, peut-être de type ébionite. Si c'est le cas, « il est envisageable de penser à une influence directe entre le judéochristianisme ébionite et l'Islam des commencements. » Cette hypothèse fait penser à certains critiques que l'ébionisme peut avoir été un mouvement religieux important.